# PostWindケンタ
PostWindケンタ（1992年7月29日 - ）は、日本のミュージシャン。徳島県立鳴門高等学校卒業。徳島県鳴門市出身。アコースティックユニットPostWind（現在は活動休止中）のギター担当。徳島県を中心にラジオ出演やライブを企画開催しているミュージシャン。

## 来歴・概要
中学生の頃からギターを始める。鳴門市のライブハウスD-BOXで活動を続け、高校2年生の時に徳島県の「はなはるバンドコンテスト」にライブハウス仲間と出場し準グランプリ受賞。高校3年の時も同じくライブハウス仲間と出場したが選外。大学に合格した2011年2月に高校の同級生だった美保実咲とPostWindを結成。同年4月の、はなはるバンドコンテストに「やわらかい風」で出場し、グランプリ受賞。
同年5月には「鳴門から発進、発信！～チャットモ祭復活～」の企画者の1人として主催。同年7月からPostWindケンタ企画として「WELCOME to NARUTO」というイベントを開催中。「WELCOME to NARUTO」では四星球まさやんが弾き語りで出演したり、四星球U太とPostWindケンタの2人で「U太ケンタ」として弾き語りを披露したりしている。また出演者に「やわらかい風」を演奏してもらったり歌ってもらったりしている。四星球まさやん、Frida、テンションパーマ遠藤、大隅祐治が参加した。2011年4月から四国放送ラジオ「バンリク」の木曜日に小玉アナウンサーの相方を担当し、準レギュラーとして出演中。2011年9月、PostWindのミニアルバム「WITH the WIND」を発表。このアルバムは増田タクロウ(exテンションパーマ)のプロデュースにて録音される。その後、PostWindは活動を休止し、現在は1人で活動中。交流の深いミュージシャンとしては、四星球、テンションパーマ、石井ジャイアンツ、ユタ州、SUNDAYS、THE春夏秋冬、ラビットピースがいる。中でもテンションパーマの遠藤亮介、四星球のU太、四星球のまさやん、Fridaとは特に親しく交流している。なお、PostWindのミニアルバム「WITH the WIND」の1曲目に収録されている「やわらかい風bandver」ではドラムをテンションパーマ國定、ベースを四星球U太が担当している。好きなミュージシャンはジェフ・ベック。

## エピソード
自他共に認める雨男である。
① アーティスト写真の撮影を2回雨天により延期。その2回とも集合写真15分前まで快晴だったのだが、ケンタが家を出たとたんに大雨が降る。
② 「はなはるバンドコンテスト」は朝から土砂降り。奇跡的に本選の時間だけは雨がやむ。
③ 「WELCOME to NARUTO第1弾」のときには、PostWindが演奏中に大雨が降り、演奏が終わると雨がやんだ。同ライブに出演した遠藤がMCで語った言葉。「ケンタは雨男なので、もし次のライブでも雨を降らせたら、彼を雨の降らない地域に派遣しようかと思います。それが、彼がギターを弾くよりも世の中のためになるのではないかと」
④ 2011年8月～9月にかけてテンションパーマのスタッフとしてツアーに同行。最終日、岡山のライブ中に台風が岡山に来てしまい、その日から3日間、岡山に足止め。ちなみに岡山は「晴れの国」と呼ばれており10何年ぶりかの台風だった。
また、車の助手席に乗るとかなりの確率で眠りに落ちる。ギターを弾きながら眠ってしまうこともしばしば。

## 出演番組
- 2011年4月 -  バンリク木曜日 21時～23時 四国放送ラジオ
- 2011年5月 ラジオたかおか
- 2011年5月 B-FM [B-step talking]

## ディスコグラフィー
- ミニアルバム 「WITH the WIND」2011年9月発売 EDDY RECORDS

1. やわらかい風band ver
2. 小さな駅の小さなホーム
3. 素敵な夜だから
4. アンニュイな0
5. やわらかい風